# Бабаев, Этибар Адил оглы
Этибар Адил оглы Бабаев (азерб. Etibar Adil oğlu Babayev) род. 15 декабря 1950, Баку) ―  азербайджанский учёный, тележурналист и педагог. Кандидат искусствоведения, доцент. Ректор Телерадиоакадемии при AzTV. Лауреат национальной премии «Гаджи Зейналабдин Тагиев» и журналистской премии «Золотое перо». Заслуженный журналист Азербайджана (2016).

## Биография
Родился 15 декабря 1950 года в Баку.
В 1973 году окончил факультет театроведения Азербайджанского государственного художественного института имени М.Алиева. Получил второе высшее образование в Бакинской высшей партийной школе.
В 1971 году начал сотрудничать с редакцией Азербайджанского телевидения. Завоевал признание публики как автор и ведущий популярных телепередач, таких как «Студенческий клуб», «Седьмой континент», «Словесная песня Стамбул», «6 канал представляет». Работал инструктором в ЦК комсомола Азербайджана.
В 1981—1988 годах был начальником отдела оповещения и массового городского хозяйства, инструктор отдела культуры ЦК Компартии Азербайджана, начальник отдела оповещения агитации горкома Баку. В 1981—1989 годах избирался депутатом Бакинского городского Совета.
В 1989—1992 годах работал менеджером «Азəрбайкантелефильм» и вице-президентом Азербайджанской государственной телерадиоорганизации. Работал на нескольких ответственных постах в мэрии города Баку в 1993—2001 годах. В 2001—2006 годах был президентом независимой телерадиокомпании «Космос».
Как кандидат искусствоведения занимается также научно-педагогической деятельностью. В 2001 году был преподавателем Азербайджанского университета культуры и искусств, а затем Бакинского славянского университета.
С 2009 года доцент Бабаев работает заведующим кафедрой факультета журналистики. Назначен ректором недавно созданной Академии телевидения и радио при AzTV.
Удостоен национальной премией «Гаджи Зейналабдин Тагиев», премией «Золотое перо», премией Союза журналистов «Гасан бек Зардаби».
Награждён Ленинской юбилейной медалью «За трудовые отличия», медалью Юсифа Мамедалиева. В 2016 году указом Президента Ильхама Алиева ему присвоено звание «Заслуженный журналист Азербайджана». Журналистская деятельность Этибара Бабаева получила высокую оценку и в Турции
Не состоит ни в одной политической партии.